# Les Assassins de l'ordre
Les Assassins de l'ordre is een Franse dramafilm uit 1971 onder regie van Marcel Carné.

## Verhaal
Op een politiebureau wordt een gauwdief doodgeslagen door enkele agenten. Bij het onderzoek wordt de rechter in zijn privéleven onder druk gezet om de schuldigen vrij te spreken.

## Rolverdeling
| Acteur               | Personage                       |
| -------------------- | ------------------------------- |
| Jacques Brel         | Onderzoeksrechter Bernard Level |
| Catherine Rouvel     | Danièle Lebegue                 |
| Paola Pitagora       | Laura                           |
| Roland Lesaffre      | Saugeat                         |
| Boby Lapointe        | Louis Casso                     |
| Jean-Roger Caussimon | Commissaris Lagache             |
| Henri Nassiet        | President van de rechtbank      |
| Harry-Max            | Moulard                         |
| Pierre Maguelon      | Bewaker                         |
| Luc Ponette          | Meester Rivette                 |
| Marius Laurey        | Véricel                         |
| Lucien Barjon        | Mauvoisins                      |
| Alain Nobis          | President                       |
| Françoise Giret      | Geneviève Saugeat               |
| François Cadet       | Rabut                           |